# David García Markina
David García Markina, nacido el 11 de abril de 1970 en Pamplona, (Navarra, España). Fue un ciclista navarro profesional entre los años 1994 y 2000, durante los que logró una única victoria en la Challenge a Mallorca, en el año 1994, precisamente en la prueba de su debut.
Su mayor logro es haber finalizado en séptimo en la Vuelta a España 1995. Destaca por sus dotes de escalador, obtuvo en categoría de profesional unos resultados increíbles.

## Palmarés
1994
- Challenge de Mallorca

1995
- 7.º en la Vuelta a España

## Resultados en Grandes Vueltas y Campeonato del Mundo
Durante su carrera deportiva ha conseguido los siguientes puestos en las Grandes Vueltas y en los Campeonatos del Mundo en carretera:
| Carrera         | 1994 | 1995 | 1996 | 1997 | 1998 | 1999 | 2000 |
| --------------- | ---- | ---- | ---- | ---- | ---- | ---- | ---- |
| Giro de Italia  | -    | -    | -    | -    | -    | -    | -    |
| Tour de Francia | -    | -    | -    | -    | Ab.  | -    | -    |
| Vuelta a España | 67.º | 7.º  | Ab.  | 63.º | Ab.  | 39.º | -    |
| Mundial en ruta | -    | Ab.  | -    | -    | -    | -    | -    |

-: No participa

Ab.: Abandono

## Equipos
- Banesto (1994-1995)
- Fundación Euskadi (1996-1997)
- Vitalicio Seguros (1998-1999)
- Jazztel-Costa de Almería (2000)